# Sciastes
Genre
Sciastes est un genre d'araignées aranéomorphes de la famille des Linyphiidae.

## Distribution
Les espèces de ce genre se rencontrent en zone holarctique.

## Liste des espèces
Selon World Spider Catalog (version 17.5, 01/10/2016) :
- Sciastes carli (Lessert, 1907)
- Sciastes dubius (Hackman, 1954)
- Sciastes extremus Holm, 1967
- Sciastes hastatus Millidge, 1984
- Sciastes mentasta (Chamberlin & Ivie, 1947)
- Sciastes tenna Chamberlin, 1949
- Sciastes truncatus (Emerton, 1882)

## Publication originale
- Bishop & Crosby, 1938 : Studies in Ameran spiders: Miscellaneous genera of Erigoneae, Part II. Journal of the New York Entomological Society, vol. 46, p. 55-107.